# Сервий Сулпиций Симил
Сервий Сулпиций Симил (на латински: Servius Sulpicius Similis) е сенатор и преториански префект на Римската империя по времето на императорите Траян и Адриан.
През 107 – 112 г. той е префект на римската провинция Египет (Provincia Romana Aegyptus) след Гай Вибий Максим. Сменен е от Марк Рутилий Луп. През 112 – 119 г. е преториански префект на преторианската гвардия заедно с Публий Ацилий Атиан след Тиберий Юлий Аквилин. Сменен е от Квинт Марций Турбон и Гай Септиций Клар.